# Clepsis hissarica
Clepsis hissarica es una especie de polilla del género Clepsis, categorizada en la tribu Archipini, de la subfamilia Tortricinae.

## Distribución
Se distribuye por Tayikistán.

## Taxonomía
Fue descrita por Danilevsky en 1963 y publicada en (Clepsis), Ent. Obozr. 43: 164.